# Crystal Space
Crystal Space ist ein freies und portables Framework und SDK mit einer Grafik-Engine für die Darstellung von 3D-Welten für Computerspiele und andere Anwendungen virtueller Realität.
Es ist in der Programmiersprache C++ geschrieben und unter den Bedingungen der GNU Lesser General Public License (LGPL) als freie Software verbreitet.
Crystal Space unterstützt zurzeit GNU/Linux, Unix, Windows und macOS. Optional kann es OpenGL (alle Plattformen), SDL (alle SDL-Plattformen), X11 (Unix oder GNU/Linux) und SVGALIB (GNU/Linux) verwenden. Es kann auch als Assembler-Framework mit NASM und MMX verwendet werden.
Crystal Space ist ein Open-Source-Projekt mit ungefähr 700 Beteiligten. Initiiert wurde das Projekt von Jorrit Tyberghein im Jahr 1997. Nach zehn Jahren Entwicklungszeit wurde am 15. Januar 2007 die Version 1.0 freigegeben.
In den Jahren 2006 und 2007 wurden mit der „Crystal Space Conference“ an der RWTH Aachen eigene Entwicklerkonferenzen abgehalten.

## Verwendung
Das MMORPG „PlaneShift“ basiert auf der CS-Engine.
In dem Apricot-Projekt wurde im Rahmen der praktischen Umsetzung eines 3D-Spieles an der Weiterentwicklung von Blender und Crystal Space gearbeitet. Das aus dem Apricot-Projekt entstandene Jump-’n’-Run-Spiel Yo Frankie! verwendet alternativ entweder Crystal Space oder die Blender-Engine. Crystal Core ist eine spielbare Demo zu der Engine, ein modularer, erweiterbarer Egoshooter.

## Merkmale
Die Rendering-Engine ist modular und erweiterbar und mit einer Physik- und 3D-Sound-Engine ausgestattet.
Crystal Entity Layer (CEL) ist eine Abstraktionsschicht für die Steuerung des Geschehens in der virtuellen Welt. Sie dient zum Beispiel als Schnittstelle für Scripting, berechnet Bewegungspfade durch Gelände und künstliche Intelligenz.

### Allgemeine Architektur
Die Engine von Crystal Space arbeiten mit sechs Freiheitsgraden mit beliebig geformten Polygonen (arbitrary sloped convex polygons). Darüber hinaus verfügt Crystal Space über ein flexibles Plugin-System, das es Modulen erlaubt, andere Skriptsprachen einzufügen. Python, Perl und Java werden bereits unterstützt. Ebenso existieren Zusatzmodule für Schriftarten, Musik, Physikberechnungen sowie das Aufzeichnen und Abspielen von Filmen. Crystal Space verwendet SCF (Shared Class Facility) für die Kommunikation zwischen verschiedenen Schichten (zum Beispiel zwischen der Grafik-Engine und dem 3D Rasterizer). Dadurch lässt sich ein Plug-and-Play-Konzept umsetzen.
Unterstützt werden 15/16-Bit- und 24/32-Bit-True-Color-Anzeige und verschiedenen Auflösungen (640×480 Pixel, 800×600 Pixel, …). Crystal Space lässt sich gut über die Kommandozeile und durch Konfigurationsdateien konfigurieren.

### Quelltext
Der C++-Quellcode und Assemblercode ist verfügbar. Crystal Space steht unter der LGPL, einer GNU-Copyleft-Lizenz mit weniger restriktivem Ansatz als die GPL.

### Texturen und Texture-Mapping
- Texturen können jede Größe besitzen, die {\displaystyle 2^{x}} entsprechen. Sie müssen nicht quadratisch sein.
- Crystal Space unterstützt Texturen mit folgenden Formaten:
  - GIF
  - TGA
  - PNG
  - BMP
  - JPG, und andere.
  - Auch MNG/JNG-Bilder (animiert) werden unterstützt.
- Es ist möglich, eine Textur auf verschiedene Arten auf ein Polygon aufzuzeichnen (gedreht, skaliert, gespiegelt, …).
- Transparente und semi-transparente Texturen erlauben durchsichtige Wasseroberflächen und Fenster.
- Unterstützt dynamische Texturen, die wie einfache Texturen behandelt werden können.
- Der neue Renderer unterstützt fortschrittliche Shader, um Effekte zu erzeugen. Shader können CG benutzen, Vertex-Programme, Fragment-Programme und andere.

### Engine-Merkmale
- Dynamisch schattierte, mehrschichtige Halbkugeln (SkyDome) für einen sehr realistischen Himmel. Die Bewegung der Sonne kann in Echtzeit erfolgen, um Farbänderung hervorzurufen.
- Landschaftsgenerator mit Unterstützung von:
- Luftperspektive, Nebel
- Texturerzeugung
- Level of Detail (LOD)
- Blanke, reflektierende Oberflächen
- Vorberechnete statische Beleuchtung (Light-Mapping) mit echtem Schatten
- Statischer LOD
- Dynamisch gefärbte Lichter mit weichem Schatten
- Geometrisch korrekter Schatten (Stencil-Shadow)
- Animation durch Schlüsselbilder
- Skelett-Animation (Bones) mit Cal3D
- Partikelsystem

#### Dateikonverter
Die Software beinhaltet Dateikonverter für:
- Blender
- Milkshape
- Maya
- Cal3d
- 3DS von 3ds Max
- Quake MDL und Quake II MD2

### Portabilität
Crystal Space wurde portiert für
- Unix (X Window System, OpenGL)
- GNU/Linux (X Window System, OpenGL)
- Macintosh OS X (auch mit OpenGL)
- Windows 32-bit (DirectDraw und OpenGL)

Optionale OpenGL-Hardware-Beschleunigung unter Windows, GNU/Linux und Macintosh OS X sowie
Linux (Mesa)
- Unterstützung von Prozessorerweiterungen (zum Beispiel MMX).

### Unterstützte Dateiformate
Crystal Space kann folgende 3D-Objekte direkt laden und abhängig von der Entfernung in unterschiedlicher Auflösung darstellen (LOD):
- 3DS
- ASE
- MDL
- MD2
- OBJ
- POV.

- Die zu erschaffende Welt lässt sich durch XML-Dateien beschreiben.
- Levels, bestehend aus Welten und Bereichen, können als gezipptes Paket vorliegen.
- Es ist möglich, Bibliotheken von Objekten, Texturen und andere Dingen, die ein Spiel braucht, in separaten ZIP-Dateien abzulegen.
- Ein Konvertierer um MAP-Dateien (von Quake/Half-Life) nach Crystal Space zu konvertieren, ist enthalten. Spielabschnitte, die mit QuarK/Worldcraft gestaltet wurden, lassen sich ebenfalls konvertieren.

- Konventierer für:
  - Maya (Modelle und Levels)
  - Milkshape (Modelle und Levels)
  - 3DS (Modelle und Levels)

- Etliche Blender-Skripte (Python) sind dabei, um aus Blender die Modelle und Levels zu exportieren.

### Verschiedene andere Merkmale
- Das Font-System-Plugin unterstützt folgende Fonttypen:
  - Crystal-Space-Fonts
  - TrueType-Fonts.
- Bewegte Objekte
- Reihenfolgenmanager mit Auslösern erlaubt die Definition von Objektinteraktionen im Level selbst.
- Kollisionserkennung, hierarchische Sichtbarkeitsprüfung.
- Eine mächtige Physik-Bibliothek ist bereits integriert. Sie ist eine dynamische Modellierungs- und Simulations-Engine.
- 3D-Sound folgender Standards:
  - Direct-Sound 3D
  - EAX
  - A3D
- Audioformate:
  - WAV
  - Ogg/Vorbis
  - AU, AIFF, IFF
  - MOD (verwendet MikMod).

Für In-Game-Menüs ist bereits ein Fenstersystem enthalten. Eine Unterstützung für eine Eingaben- und Ausgabenkonsole, wie sie zum Beispiel in Quake benutzt wird, existiert auch.